# Амано, Ёситака
Ёситака Амано (яп. 天野 喜孝 Амано Ёситака, род. 26 марта 1952) (настоящее имя — 天野 嘉孝, читается так же) — японский художник и художник по персонажам, известный своими иллюстрациями к «Ди, охотник на вампиров» и созданием дизайна персонажей, иллюстраций и логотипов к серии видеоигр Final Fantasy.

## Биография
Ёситака Амано родился 26 марта 1952 года в префектуре Сидзуока. С детства он увлекался рисованием. В 1967 году Амано принёс одну из своих работ на студию Tatsunoko Production. Сотрудники студии высоко оценили его творчество и приняли Амано на курсы обучения. Через год Амано получил должность художника по персонажам на студии. В 1980-х годах он сосредоточился на иллюстрациях к произведениям фантастики и фэнтези. В 1982 году Ёситака Амано принял решение стать независимым художником.
Ёситака Амано приобрёл известность как иллюстратор научно-фантастических художественных произведений — книги с его иллюстрациями расходились огромными тиражами. Кроме того, Амано был востребован в индустрии компьютерных игр. Его первый проект, Final Fantasy, имел значительный успех как в Японии, так и по всему миру. Амано создавал дизайн персонажей для всех игр данной серии. Художник также выпускал сборники рисунков и проектировал дизайн костюмов для японского театра кабуки.

## Работы

### Иллюстрации
- Genji
- Rampo
- Vampire Hunter D
- Guin Saga
- The Sandman: The Dream Hunters
- Arslan Senki
- Sohryuden: Legend of the Dragon Kings
- Elektra and Wolverine: The Redeemer
- Yoshitaka Amano: The Sky (коллекция иллюстраций из серии Final Fantasy)
- Galneryus[4]

### Игры
| Название                  | Дата выпуска | Платформа                            | Роль                                               |
| ------------------------- | ------------ | ------------------------------------ | -------------------------------------------------- |
| Final Fantasy I           | 1987         | NES                                  | Дизайнер персонажей, логотипа, графики, карты мира |
| Final Fantasy II          | 1988         | NES                                  | Дизайнер персонажей, логотипа, графики, карты мира |
| First Queen               | 1988         | PC98 & X68000                        | Дизайн обложки                                     |
| Duel                      | 1989         | PC88                                 | Дизайн обложки                                     |
| Duel98                    | 1989         | PC98                                 | Дизайн обложки                                     |
| Final Fantasy III         | 1990         | NES                                  | Дизайнер персонажей, логотипа, графики, карты мира |
| First Queen 2             | 1990         | PC98 & X68000                        | Дизайн обложки                                     |
| Final Fantasy IV          | 1991         | SNES                                 | Дизайнер персонажей, логотипа, графики, карты мира |
| Final Fantasy V           | 1992         | SNES                                 | Дизайнер персонажей, логотипа, графики, карты мира |
| Kawanakajima Ibunroku     | 1992         | PC98                                 | Дизайн обложки                                     |
| First Queen 3             | 1993         | PC98                                 | Дизайн обложки                                     |
| Final Fantasy VI          | 1994         | SNES                                 | Дизайнер персонажей, логотипа, графики, карты мира |
| Front Mission             | 1995         | SNES                                 | Дизайнер персонажей                                |
| Maten Densetsu            | 1995         | SNES                                 | Дизайнер персонажей                                |
| Front Mission: Gun Hazard | 1996         | SNES                                 | Дизайнер персонажей                                |
| Final Fantasy VII         | 1997         | PlayStation                          | Дизайнер логотипа, карты мира                      |
| Kartia: World of Fate     | 1998         | PlayStation                          | Дизайнер графики                                   |
| Final Fantasy VIII        | 1999         | PlayStation                          | Дизайнер логотипа, карты мира                      |
| Final Fantasy IX          | 2000         | PlayStation                          | Дизайнер персонажей, карты мира                    |
| El Dorado Gate            | 2000—2001    | Sega Dreamcast                       | Художественный руководитель                        |
| Final Fantasy X           | 2001         | PlayStation 2                        | Дизайнер персонажей, логотипа, графики             |
| Final Fantasy X-2         | 2001         | PlayStation 2                        | Дизайнер логотипа и графики                        |
| Final Fantasy XI          | 2002         | MS Windows, PlayStation 2 & Xbox 360 | Дизайнер логотипа и графики                        |
| Final Fantasy XII         | 2006         | PlayStation 2                        | Дизайнер логотипа и графики                        |
| Final Fantasy XIII        | 2009         | PlayStation 3                        | Дизайнер логотипа                                  |
| Final Fantasy XIV         | 2010         | Windows                              | Дизайнер логотипа                                  |
| Final Fantasy Type-0      | 2011         | PlayStation Portable                 | Дизайнер логотипа                                  |
| Final Fantasy XV          | 2016         | PlayStation 4 Xbox One               | Дизайнер логотипа                                  |

### Аниме
- Kagaku Ninja Tai Gatchaman (1972)
- Genesis Climber Mospeada (1983)
- Okawari Boy Starzan-S (1984)
- Sei Jūshi Bismarck (1984)
- Tekkaman The Space Knight (1984)
- Angel's Egg (1985)
- Amon Saga (1986)
- Casshan OVA (1993)
- Time Bokkan

### Фильмография
- Отель «Новая роза» (1998)